# Menteur, menteur
Pour les articles homonymes, voir Menteur.
Pour plus de détails, voir Fiche technique et Distribution.
Menteur, Menteur (Liar Liar) est un film de procès américain réalisé par Tom Shadyac, sorti en 1997. Le titre original joue sur la proximité entre les mots anglais « liar » (« menteur ») et « lawyer » (« avocat »).

## Synopsis
Fletcher Reede, un avocat père de famille, ne peut s'empêcher de mentir encore et toujours. Il s'épanouit pleinement dans son métier d'avocat dans l'État de Californie dans lequel il exulte et ne connaît nulle défaite. Alors qu'une affaire qui lui permettrait d'accéder à la direction de son cabinet se présente à lui, quelques soucis viennent contrecarrer ses projets. Le jour de son anniversaire, son fils Maximilian souhaite que pendant une journée entière, son père ne puisse rien dire d'autre que la vérité. Dès lors, pendant une journée entière, ce dernier va être condamné à ne dire que la vérité et ainsi découvrir que le mensonge peut détruire.
Il commence par dire spontanément à sa supérieure Miranda avec qui il vient de coucher qu'elle n'est pas un bon coup, puis le lendemain, il dit à sa voisine ce qu'il pense de sa poitrine puis il refuse de donner une pièce à un clochard en avouant qu'il est radin.
Il retourne à son bureau, insiste sur les défauts physiques de tous ses collègues...et avoue qu'il ne peut plus mentir pendant 24 h...Miranda l'entend et voit là l'occasion de se venger de Fletcher.
Entretemps, Fletcher est allé voir son ex-femme qui lui dit que Maximilian a fait le voeu en question.
Fletcher revient à son bureau,  avoue à sa secrétaire que son cadeau ne valait rien, ...et elle décide de démissionner face à la malhonnêteté de son patron.
Miranda demande à Fletcher de l'accompagner voir le grand patron en réunion et demande à Fletcher de dire au patron ce qu'il pense de lui...Fletcher s'exécute et insulte son patron de tous les noms. Le patron est d'abord tétanisé...puis éclate de rire et demande à Fletcher de faire la même chose pour tous les participants à la réunion. C'est Miranda qui est humiliée devant tout le monde.
A l'audience, Fletcher sabote sa propre défense...jusqu'à trouver la faille dans le dossier.
Après avoir été mis en prison pour outrage à magistrat, il va à l'aéroport où Maximilian et sa mère vont partir pour Boston. Il réussit à arrêter l'avion...et avoue à son fils qu'il l'aime. Maximilian est maintenant convaincu que son père dit vrai.

## Fiche technique
- Titre original : Liar Liar
- Titre français : Menteur, menteur
- Réalisateur : Tom Shadyac
- Scénario : Paul Guay (en) et Stephen Mazur[1]
- Musique : John Debney (thème principal de James Newton Howard)
- Supervision de la musique : Jeff Carson (en)
- Photographie : Russell Boyd
- Montage : Don Zimmerman
- Direction artistique : Richard Toyon[2]
- Décors : Linda DeScenna
- Production : Brian Grazer
  - Production exécutive : James D. Brubaker (en), Michael Bostick
- Société de distribution : Universal Pictures
- Pays de production :  États-Unis
- Langue originale : anglais
- Tournage : du 8 juillet au 18 octobre 1996
- Format : couleurs - 35 mm - 1,85:1 - Son : DTS-Stéréo, Dolby SR
- Genre : comédie
- Durée : 86 minutes
- Dates de sortie :
  - États-Unis et Canada : 21 mars 1997
  - Royaume-Uni : 2 mai 1997
  - France : 25 juin 1997

## Distribution
- Jim Carrey (VF : Emmanuel Curtil) : Fletcher Reede
- Maura Tierney (VF : Isabelle Ganz) : Audrey Reede
- Justin Cooper (VF : Arthur Pestel) : Max Reede
- Cary Elwes (VF : Éric Herson-Macarel) : Jerry
- Anne Haney (VF : Anna Gaylor) : Greta
- Jennifer Tilly (VF : Marie-Charlotte Leclaire) : Samantha Cole
- Amanda Donohoe (VF : Chrystelle Labaude) : Miranda
- Jason Bernard (VF : Saïd Amadis) : le juge Marshall Stevens
- Swoosie Kurtz (VF : Jacqueline Staup) : Dana Appleton
- Mitch Ryan (VF : Jean Barney) : M. Allan
- Christopher Mayer (en) (VF : Sylvain Lemarié) : Kenneth Falk
- Eric Pierpoint (en) (VF : Philippe Roullier) : Richard Cole
- Randall "Tex" Cobb : Skull
- Cheri Oteri : Jane
- SW Fisher : Pete
- Ben Lemon : Randy
- Marianne Muellerleile (VF : Denise Metmer) : Mme Berry, l’enseignante
- Jarrad Paul (VF : Tony Joudrier) : le jeune homme avec le bouton sur le nez
- Anthony Lee (en) (VF : Sylvain Lemarié) : Fred, un avocat
- Eric Sharp : Sharpo, le clown
- Christine Avila : Lupe, la baby-sitter
- Randy Oglesby (en) (VF : Tony Joudrier) : le détective privé Bryson
- Stephen James Carver (VF : Philippe Roullier) : l'officier de police à moto
- Krista Allen : la femme dans l'ascenseur
- Charlie Dell : l'homme aux toilettes
- Michael Leopard (VF : Jean-Claude Sachot) : l'employé garagiste à la fourrière
- Charles Walker (nl) (VF : Sylvain Lemarié) : le porteur bagagiste à l'aéroport
- Ernest Perry Jr. (VF : Jean-Claude Sachot) : l'huissier de justice
- Don Keefer (VF : Jean-Claude Sachot) : le mendiant du Palais de justice
- Michael Adler : un avocat portant une perruque dans la salle de conférences
- Sara Paxton : une enfant à la fête d’anniversaire de Max

## Autour du film
- Il s'agit de la deuxième collaboration entre Jim Carrey et Tom Shadyac, après Ace Ventura, détective pour chiens et chats en 1994. Ils se retrouveront en 2003 pour Bruce tout-puissant.
- Avec ce film, Jim Carrey remporte le MTV Movie Award de la meilleure performance comique pour la quatrième année consécutive, après Dumb & Dumber en 1995, Ace Ventura en Afrique en 1996 et Disjoncté en 1997.
- C'est le dernier film dans lequel apparaît l'acteur Jason Bernard, décédé peu après la fin du tournage.